# Edival Pontes

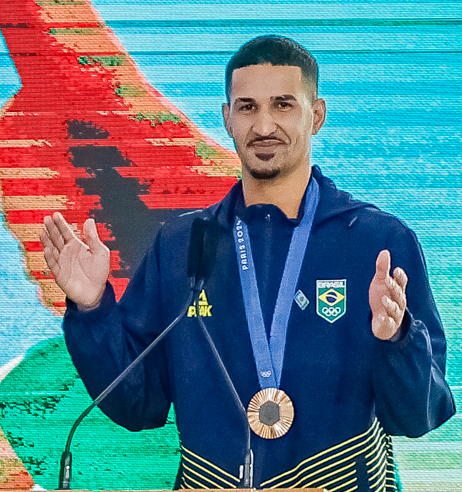
Edival Pontes (2024)

Edival Marques Quirino Pontes (João Pessoa, 11 de octubre de 1997) es un deportista brasileño que compite en taekwondo.
Participó en dos Juegos Olímpicos de Verano en los años 2020 y 2024, obteniendo una medalla de bronce en París 2024 en la categoría de –68 kg.
Ganó una medalla en el Campeonato Mundial de Taekwondo de 2022 y tres medallas en el Campeonato Panamericano de Taekwondo entre los años 2016 y 2022. En los Juegos Panamericanos consiguió dos medallas, en los años 2019 y 2023.

## Palmarés internacional
| Juegos Olímpicos        | Juegos Olímpicos             | Juegos Olímpicos  | Juegos Olímpicos |
| Año                     | Lugar                        | Medalla           | Categoría        |
| ----------------------- | ---------------------------- | ----------------- | ---------------- |
| 2024                    | París (Francia)              | Medalla de bronce | –68 kg           |
| Campeonato Mundial      |                              |                   |                  |
| Año                     | Lugar                        | Medalla           | Categoría        |
| 2022                    | Guadalajara (México)         | Medalla de plata  | –74 kg           |
| Juegos Panamericanos    |                              |                   |                  |
| Año                     | Lugar                        | Medalla           | Categoría        |
| 2019                    | Lima (Perú)                  | Medalla de oro    | –68 kg           |
| 2023                    | Santiago (Chile)             | Medalla de oro    | Equipo           |
| Campeonato Panamericano |                              |                   |                  |
| Año                     | Lugar                        | Medalla           | Categoría        |
| 2016                    | Querétaro (México)           | Medalla de plata  | –68 kg           |
| 2018                    | Spokane (Estados Unidos)     | Medalla de oro    | –68 kg           |
| 2022                    | Punta Cana (Rep. Dominicana) | Medalla de oro    | –74 kg           |